# 제임스 머리 (잉글랜드의 배우)

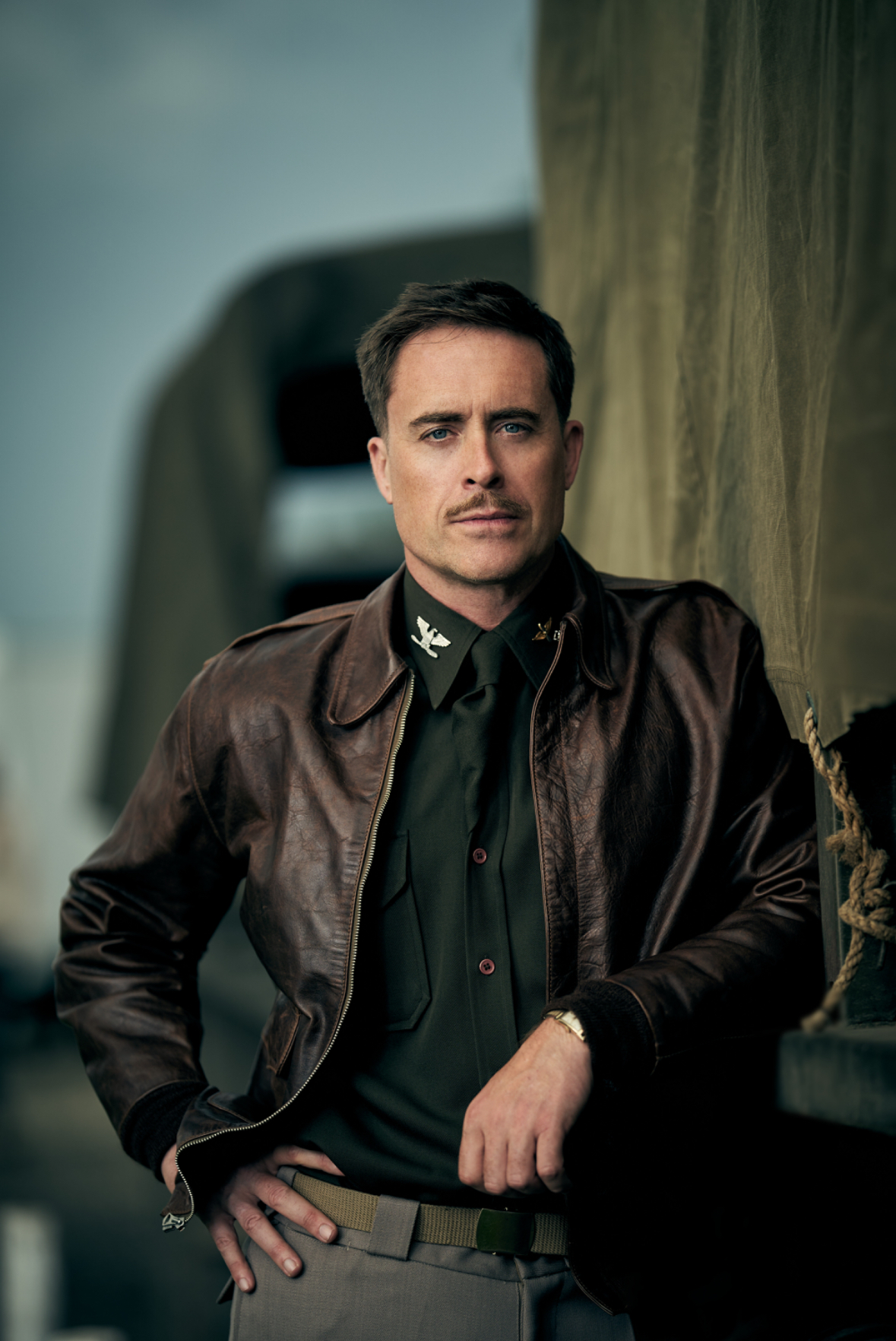

제임스 머레이(James Murray, 1975년 1월 22일 ~ )는 영국의 배우이다.
맨체스터에서 태어났다.

## 출연 작품
- 머펫 대소동 (2011년)
- 이츠 얼라이브 (2008년)
- 헤이즐무어 살인사건 (2006년)
- 푸른 나무 아래에서 (2005년)
- 아들과 연인 (2003년)
- 네일링 비엔나 (2002년)
- 피닉스 블루 (2001년)
- 케빈 앤 페리 고 라지 (2000년)

### 텔레비전
- 코로네이션 스트리트 (1998)
- 프라이미벌 (2007-08) - 스티븐 하트 역
- 카오스 (2011) - 빌리 콜린스 역
- 미드소머 머더스 (2013)
- 디파이언스 (2014)
- Suspects (2016)
- 메디치: 피렌체의 지배자들 (2016)
- 더 크라운 (2022-23)